# Nørholm Kirke
Nørholm Kirke er en af Danmarks ældste kirker og er beliggende ned til Limfjorden.
Elisabeth Hildestad er sognepræst ved kirken som er fra 1200-tallet, hvor den som de fleste andre kirker på den tid blev opført i granit. [kilde mangler]

## Eksterne kilder og henvisninger
- Byggeår for kirker Arkiveret 14. august 2009 hos  Wayback Machine
- Nørholm Kirke hos KortTilKirken.dk
- Arkiveret 27. november 2022 hos  Wayback Machine Nørholm kirke (Aalborg Stift)